# Metopeurum buryatica
Metopeurum buryatica är en insektsart. Metopeurum buryatica ingår i släktet Metopeurum och familjen långrörsbladlöss. Inga underarter finns listade i Catalogue of Life.